# Hemielytron

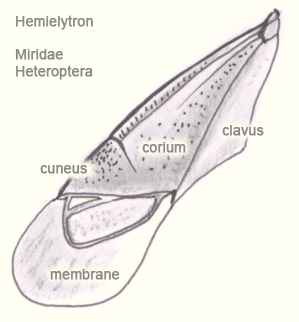
Schematische Darstellung des linken Hemielytrons einer Weichwanze (Miridae)

Als Hemielytren oder Halbdecken (Singular das Hemielytron; griechisch hémisys „halb“, in Zusammensetzungen „zur Hälfte“; élytron „Hülle, Decke“) werden die Vorderflügel von Wanzen (Heteroptera) bezeichnet. Heteroptera bedeutet so viel wie Verschiedenflügler und beschreibt dieses kennzeichnende, gemeinsame Merkmal der Vertreter dieser Insektengruppe.
Die Flügel sind, im Gegensatz zu den Deckflügeln anderer Insekten, wie z. B. den Elytren der Käfer (Coleoptera), bei den Wanzen etwa zur Hälfte bis zu zwei Dritteln verhärtet (sklerotisiert) und bestehen aus einem derben vorderen Bereich, dem Corium, sowie einer häutigen, dünnen hinteren Membran. An der Innenseite des Coriums befindet sich ein streifenförmiges Areal, welches als Clavus bezeichnet wird, die oft keilförmige Spitze des verhärteten Teils am Flügelvorderrand wird Cuneus genannt. Auf der Flügelmembran sind meist Adern erkennbar, welche für die Bestimmung der Spezies wichtig sein können. Ebenso ist die Art der Unterteilung der verhärteten und membranösen Teile ein wichtiges Merkmal für die Unterscheidung der Wanzenfamilien.
Die Flügel liegen dem Hinterleib flach auf, wobei sich die membranartigen Flügelspitzen überlappen. Unter den Vorderflügeln befinden sich die häutigen Hinterflügel. Vorder- und Hinterflügel werden im Flug miteinander gekoppelt.